# Stazione di Cantù-Cermenate
La stazione di Cantù-Cermenate è una fermata ferroviaria posta sulla linea Chiasso-Milano. È la principale stazione di riferimento dell'area del canturino.

## Storia
Nonostante la linea fosse stata attivata nel 1849, la stazione venne attivata solo il 4 maggio 1878.
In origine era denominata "Cantù-Asnago"; in seguito assunse la nuova denominazione di "Cantù-Cermenate".
Il 6 febbraio 2011 l'impianto è stato privato degli impianti di segnalamento e di protezione ed è stato trasformato in fermata.

## Strutture e impianti

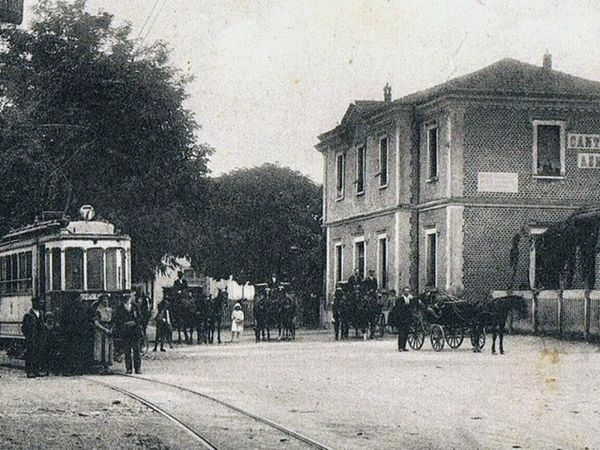
Scorcio dell'impianto ai tempi del capolinea tranviario

La gestione degli impianti è affidata a Rete Ferroviaria Italiana.
Il fabbricato viaggiatori sostituì quello originale, andato distrutto sotto i bombardamenti della seconda guerra mondiale.
La stazione disponeva di uno scalo merci con annesso magazzino la cui area, dismessa, è stata riconvertita in parcheggio di interscambio che può contenere circa settanta posti auto ed ospita altresì una Base Transceiver Station del servizio GSM-R di Rete Ferroviaria Italiana.

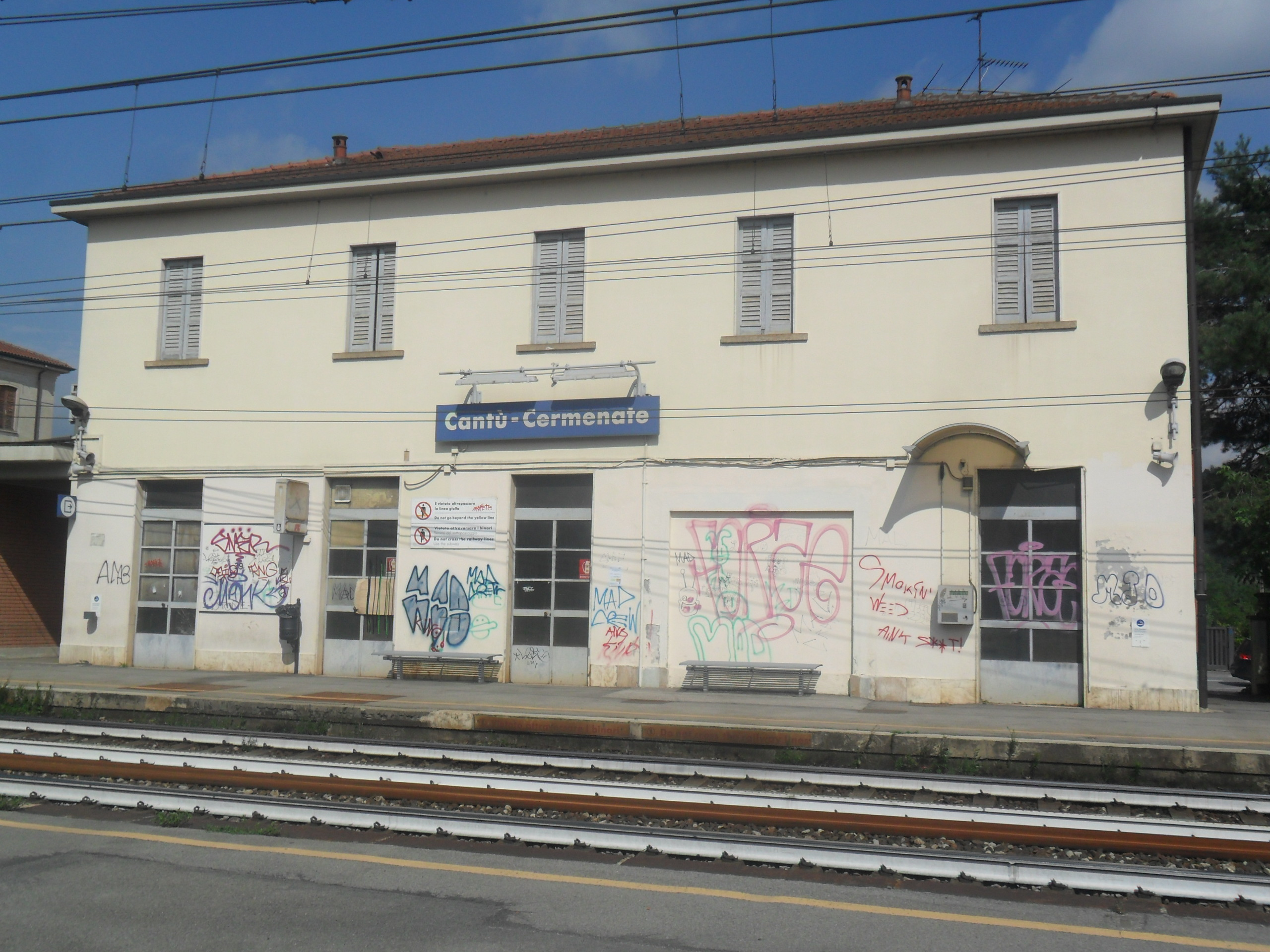
Facciata del fabbricato viaggiatori

Il piazzale è composto da due binari entrambi di corsa. Nel dettaglio:
- Binario 1: viene utilizzato dai treni con numerazione dispari, diretti verso sud.
- Binario 2: viene utilizzato dai treni con numerazione pari, diretti verso nord.

Tutti i binari sono dotati di banchina, riparati da una pensilina e collegati fra loro da un sottopassaggio.

## Servizi
La stazione offre i seguenti servizi:
- Sala d'attesa

## Movimento
Il servizio passeggeri costituito da treni regionali svolti da Trenord nell'ambito del contratto di servizio stipulato con la Regione Lombardia e in particolare dai treni della linea S11 (Milano–Chiasso) del servizio ferroviario suburbano di Milano, con frequenza semioraria durante la maggior parte della giornata e oraria durante la tarda serata .

## Interscambi
- Fermata autobus

Fra il 1911 e il 1934 di fronte al fabbricato di stazione era presente il capolinea di interscambio con la tranvia Como-Cantù-Asnago, che consentiva altresì il collegamento con l'altra stazione cittadina, posta lungo la ferrovia Como-Lecco.